# Corinna parvula
Corinna parvula là một loài nhện trong họ Corinnidae.
Loài này thuộc chi Corinna. Corinna parvula được Elizabeth Bangs Bryant miêu tả năm 1940.